# Рингелај
Рингелај (њем. Ringelai) општина је у њемачкој савезној држави Баварска. Једно је од 25 општинских средишта округа Фрејунг-Графенау. Према процјени из 2010. у општини је живјело 2.064 становника. Посједује регионалну шифру (AGS) 9272140.

## Географски и демографски подаци
Рингелај се налази у савезној држави Баварска у округу Фрејунг-Графенау. Општина се налази на надморској висини од 425 метара. Површина општине износи 16,4 km². У самом мјесту је, према процјени из 2010. године, живјело 2.064 становника. Просјечна густина становништва износи 126 становника/km².

## Међународна сарадња
| Мјесто  | Држава   | Врста сарадње | Од    |
| ------- | -------- | ------------- | ----- |
| Копфинг | Аустрија | партнерство   | 1980. |
| Извор   |          |               |       |